# Parc national du Mont-Riding
Le parc national du Mont-Riding (anglais : Riding Mountain National Park) est l'un des parcs nationaux du Canada.
Le parc est situé dans la province du Manitoba, près de la ville de Dauphin et du lac Dauphin.
Le parc constitue l'aire centrale de la réserve de biosphère du Mont-Riding, désignée en 1986 par l'Unesco.

## Géographie

### Situation
Le parc est situé dans la province du Manitoba, à 272 km au nord-ouest de Winnipeg, à 95 km au nord de Brandon et à 13 km au sud de Dauphin. Il est traversé du nord au sud par la Highway 10 qui relie le Dakota du Nord à la Saskatchewan, en passant notamment par Brandon et Dauphin. Il est traversé dans sa partie est par la Highway 19.
Le parc, d'une superficie 2 976 km2, est formé de petites collines et de vallées qui s'étendent vers l'est depuis une élévation spectaculaire connue sous le nom d'Escarpement du Manitoba. Il s'élève à presque 500 m d'altitude au-dessus des prairies environnantes.
La petite ville de Wasagaming est située à l'intérieur du parc. C'est là qu'est situé le centre d'accueil du parc.

### Géologie
L'Escarpement du Manitoba forme la limite est du parc. Cet important accident du relief s'élève à environ 475 m au-dessus des basses-terres, le long de la limite nord-est du parc. La majeure partie du parc est bosselée, traversée de moraines ondulées et de plaines d'épandage fluvioglaciaires caractéristiques du paysage de cuvettes des prairies. Dans la partie ouest
s'étend un plateau. Le substrat schisteux contient de nombreux fossiles,et le parc est parsemé de lignes de rivage résiduelles, de chenaux d'eau de fonte des glaciers et de dépressions arrondies.

### Climat
Le climat du parc national du Mont-Riding est typique du climat continental des Prairies canadiennes. Les étés sont chauds en raison des masses d'air dominantes du sud et du sud-ouest. Les hivers se caractérisent par le passage de fronts froids en provenance du nord et du nord-ouest. La turbulence provoquée par l'escarpement du Manitoba, accentuée par l'abondance de lacs et de régions humides, contribue à la formation de nuages de convection et favorise le temps pluvieux en été. Les mois les plus chauds sont juillet et août, néanmoins même s'il fait chaud le jour, le temps est généralement plutôt frais en soirée. Janvier est le mois le plus froid de l'année.
| Mois                              | jan.  | fév.  | mars  | avril | mai  | juin | jui. | août | sep.  | oct. | nov.  | déc.  | année |
| --------------------------------- | ----- | ----- | ----- | ----- | ---- | ---- | ---- | ---- | ----- | ---- | ----- | ----- | ----- |
| Température minimale moyenne (°C) | −26,4 | −22,2 | −15,9 | −5,8  | 1,5  | 6,7  | 9,3  | 7,8  | 2,5   | −2,9 | −12,2 | −22,1 | −6,7  |
| Température maximale moyenne (°C) | −12,7 | −7,7  | −1,5  | 8,6   | 16,6 | 20,8 | 23,7 | 22,4 | 15,6  | 9    | −2,2  | −9,7  | 6,9   |
| Record de froid (°C)              | −46,4 | −47,6 | −40,6 | −32,2 | −16  | −8   | −2,8 | −3,5 | −11,7 | −22  | −41   | −47,8 | −47,8 |
| Record de chaleur (°C)            | 6,7   | 10,1  | 15,6  | 33,3  | 35,6 | 34   | 36,1 | 36,5 | 35,6  | 25   | 18,9  | 8,1   | 36,5  |
| Précipitations (mm)               | 17,6  | 18    | 25,3  | 26,6  | 54,5 | 84,5 | 75,3 | 72,3 | 62    | 38   | 24,3  | 22,8  | 521   |

### Hydrographie
Le parc national du Mont-Riding comprend de nombreux lacs.
Le plus important est Clear Lake, il borde notamment Wasagaming et une réserve d'Amérindiens. Ce lac oligotrophe, froid et clair, couvre une surface de 2 947 hectares et a une profondeur maximale de 34,2 mètres et une profondeur
moyenne de 11,6 mètres. Les eaux superficielles se déversent dans le lac Clear par 6 affluents principaux : les ruisseaux Pudge, Bogey et Octopus, ainsi que 3 petits ruisseaux situés sur la rive nord. Le ruisseau Wasamin (ou Clear) est la seule décharge des eaux de surface du lac Clear et joue un rôle important dans la régulation du niveau d’eau. Les eaux souterraines constituent un élément important (estimé à 50 %) du bilan hydrique du lac Clear et déterminent l’essentiel de ses caractéristiques chimiques.
Parmi les autres on peut citer :
- Bob Hill Lake
- Deep Lake
- Tilson Lake
- Baldy Lake
- Gunn Lake
- Whitewater Lake
- Long Lake
- Lake Audy
- Moon Lake
- Tanner Lake
- Whirlpool Lake
- Lake Katherine

## Histoire

### Origines
Pour les Amérindiens, les forêts, les prairies et les lacs du secteur du mont Riding constituaient des lieux de chasse et de pêche de premier choix. Il y a deux cents ans, les Cris possédaient les hautes terres tandis que leurs aillés, les Assiniboines, parcouraient les prairies à la recherche de bisons. Lorsque ces derniers se replièrent vers l'ouest ils furent remplacés par les Ojibway, qui habitent toujours la région.
Entre 1731 et 1749, Pierre de la Vérendrye et ses fils explorèrent les plaines entourant le mont Riding et s'y livrèrent à des échanges commerciaux. En 1741, un poste fut créé au lac Dauphin, et la compagnie de la Baie d'Hudson ne tarda pas à s'établir dans la région. En 1800, la montagne était entourée de poste de traite, et de riches moissons de fourrures partaient pour de lointains pays. Après 150 années d'exploitation, les populations d'animaux à fourrures se raréfièrent grandement. Des espèces telles que la loutre, la martre, le pékan et le glouton disparurent complètement.
Étant donné que l'équitation constituait le meilleur moyen d'explorer les hautes terres accidentées pour trouver des fourrures et du gibier, on substitua le nom « Mont-Riding », encore en usage de nos jours, au nom original de « Fort Dauphin Hill » (colline du Fort Dauphin). Parmi les premiers pionniers du secteur se trouvaient Robert Cambell et son fils Glen, Lyon, qui aménagèrent le sentier Starthclair.
Lorsque le Canadien Pacifique atteignit Brandon en 1881, des colons de l'Est du Canada, de l'Europe et des États-Unis s'installèrent sur les plaines entourant le mont Riding. Ces colons utilisaient les terres hautes comme source d'approvisionnement en bois pour se chauffer et construire des bâtiments et des lignes de chemin de fer. Ils y trouvaient également le gibier qui complétait leur alimentation. La nécessité de conserver les ressources naturelles fut reconnue à la fin du XIXe siècle. On interdit le peuplement des terres hautes et on en fit une réserve forestière. À cette époque, la région était toujours reconnue pour la chasse.
Le projet de créer un parc national dans l'est du Manitoba voit le jour dès 1919. Initialement on proposa le secteur de la rivière Whiteshell, mais très vite on privilégia la réserve forestière du mont Riding. En effet, celle-ci était plus facilement accessible par le réseau routier, plus centrale et on y trouvait l'un des plus grands troupeaux de wapitis du Canada. Par conséquent, on préféra cet endroit au secteur de la Whiteshell. En 1929, la réserve forestière du mont Riding fut choisie comme futur emplacement de parc national. Le 30 mai 1930, celle-ci devint le parc national du Mont-Riding. À l'inauguration officielle, le 26 juillet 1933, une plaque de bronze fut érigée sur le carin de la plage principale pour commémorer l'événement, On peut y lire l'inscription suivante :

« La présente plaque commémore l'ouverture officielle du parc national du Mont-Riding, aire créée à l'intention du peuple canadien afin que celui-ci puisse l'utiliser pour son plaisir et l'enrichissement de ses connaissances. »

Sans la Grande Dépression des années 1930, le parc n'aurait peut-être pas fait l'objet d'un aménagement si rapide et si important. En effet, la situation économique désastreuse a amené le gouvernement fédéral à mettre en place des mesures destinées à créer des emplois. Ainsi, en juillet 1931, le gouvernement du Canada promulgue la loi sur Unemployment and Farm Relief pour relancer l'économie. Des projets de grands travaux publics sont organisés dans les parcs nationaux. L'aide fédérale a été affectée au travail de secours dans les parcs nationaux du Canada. Cette dernière a permis d'affecter des fonds à l'établissement de camps de secours dans les parcs nationaux de Banff, de Jasper, des Lacs-Waterton, de Prince Albert et du Mont-Riding. C'est le Mont-Riding qui a accueilli le plus grand nombre de travailleurs, soit plus de 1 200 hommes à qui on doit divers projets réalisés au début des années 1930. Au total 86 bâtiments de types variés ont été construits, on peut notamment citer l'entrée Sud construite en 1931, l'entrée Est construite en 1993 et l'entrée Nord construite en 1936. Seule l'entrée Est subsiste de nos jours, les postes d’entrée Nord et Sud ayant été démantelées dans les années 1950.

### Grey Owl
Grey Owl devient de plus en plus connu dans tout le pays comme l'« homme aux castors ». En février 1931, on lui offre un poste de naturaliste au parc national du Mont-Riding. Le réseau de parcs nationaux croit pouvoir profiter de son travail pour la protection des castors et de la publicité positive dont il fait l'objet.
Le 17 avril 1931, Grey Owl et ses deux castors (Jelly Roll et Rawhide) arrivent en train à Neepawa au Manitoba, et sont transportés en camion jusqu'à un petit lac situé à 11,2 km au nord de Wasagaming.
Le lac où ils s'installent prend alors le nom de lac Beaver Lodge. Le personnel du parc leur construit une cabane sur les bords du lac et veille à leur fournir les provisions nécessaires pour garantir leur bien-être.
Le travail de Grey Owl pour le parc consiste à rétablir les populations de castors là où elles ont disparu. On pense alors que Grey Owl attirera aussi des visiteurs dans le nouveau parc grâce à ses castors apprivoisés et à sa personnalité dynamique.
Malheureusement, en 1931, le Manitoba connaît la sécheresse, et en juillet, le niveau d'eau dans le lac Beaver Lodge a chuté de 60 cm. C'est pourquoi Grey Owl demande à être muté vers l'Ouest. Le 26 octobre 1931, accompagné de son épouse et de ses castors, il quitte le parc national du Mont-Riding pour le parc national de Prince Albert.
La cabane de Grey Owl est toujours là, sur la rive du lac Beaver Lodge. Des lettres et de la correspondance datant du séjour de Grey Owl au parc national du Mont-Riding y sont exposées. Elle a été déclarée édifice fédéral du patrimoine le 17 novembre 1988.

### Camp de prisonniers de guerre Whitewater
L'aménagement du parc à des fins récréatives a été interrompu pendant la Seconde Guerre mondiale, ainsi que toutes les tentatives pour éliminer les activités d'exploitation des ressources du parc. De nombreux canadiens dépendaient du bois de chauffage en raison des pénuries de combustibles engendrées par les besoins de la guerre, et, une fois de plus, le parc national du Mont-Riding dut se tourner vers l'exploitation de ses ressources. En effet, avant de devenir un parc national en 1933, le Mont-Riding consistait en une réserve de coupe en fournissant le bois d’œuvre et le bois de chauffage aux fermiers et aux collectivités des environs. Le parc fournissait également en combustible des centres urbains tels que Winnipeg à partir du bois débité par les prisonniers de guerre allemands détenus au lac Whitewater entre 1943 et 1945. Le recours aux services des prisonniers allemands pour effectuer ce travail essentiel s'explique par l'absence de la population active canadienne pendant cette période.
En raison de son éloignement et de ses ressources ligneuses, le Mont-Riding constituait un endroit idéal pour établir un camp de prisonniers de guerre. En effet, le camp était entouré par un fourré de broussailles et situé à une bonne distance des limites du parc et des collectivités avoisinantes. Comme le camp se trouvait au centre du Manitoba, et donc du Canada, on considérait qu'il était pratiquement impossible de s'échapper du pays. Le camp avait une particularité unique en ce sens qu'il n'était entouré ni par des clôtures ni par des murs.
Les travaux de construction ont été entrepris au cours de l'été 1943 par des travailleurs forcés. Pendant quatre mois, ces derniers ont participé aux préparatifs et ont aidé les entrepreneurs engagés pour l'occasion à réparer la route et à construire le camp. La plupart des pacifistes qui travaillaient au camp étaient de jeunes célibataires mennonites en provenance des villages et des fermes de la région. Les ouvriers ont construit quinze bâtiments au total :
- Cinq baraques-dortoirs (équipées de toilettes et de baignoires),
- Les logements du personnel administratifs,
- Un bureau administratif,
- Une grande cuisine de chantier (avec salle à manger pouvant accueillir tous les travailleurs du camp),
- Un dépôt d'approvisionnement,
- Un garage,
- Une forge,
- Une centrale électrique,
- Un atelier mécanique,
- Des écuries pour les chevaux,
- Un petit hôpital.

Dès le mois d'octobre, 450 prisonniers allemands arrivaient au camp pour y habiter et pour y travailler.
Les gardes civils (en provenance de Forces armées canadiennes) qui se trouvaient au camp montaient la garde pendant que les prisonniers coupaient le bois de corde. Ils les accompagnaient également lorsqu'ils devaient se rendre à Dauphin pour ramasser les rations alimentaires quotidiennes. Les prisonniers recevaient 50 sous par jour pour couper une quantité de bois donnée.
Le bois coupé était transporté hors du parc par deux routes : le chemin du lac Audy, en direction d'Elphinstone ou le sentier Strathclair en direction de Dauphin. À partir de là, le bois était expédié à Winnipeg et dans les autres localités.
En mars 1944, l'urgence des besoins en matière de bois a cessé de se faire sentir. Très vite les prisonniers n'avaient plus aucun travail à effectuer, c'est pourquoi le camp a été fermé en novembre 1945. Les prisonniers ont alors été affectés à d'autres projets au Canada, la plupart d'entre eux ont été cantonnés dans le Nord de l'Ontario.
On a confié à un entrepreneur de Winnipeg la tâche de démanteler les bâtiments et les équipements. En décembre, le nettoyage et la remise en état du terrain étaient complétés. C'est en 1946, après la fin de la guerre, que les prisonniers sont retournés dans leur patrie.
Le parc est alors rétabli ses objectifs. L'exploitation des ressources a été suspendue et l'aménagement du territoire à des fins récréatives a repris.

### Évolutions récentes
En 1986, le parc national du Mont-Riding a été reconnu comme réserve de la biosphère par l'UNESCO.

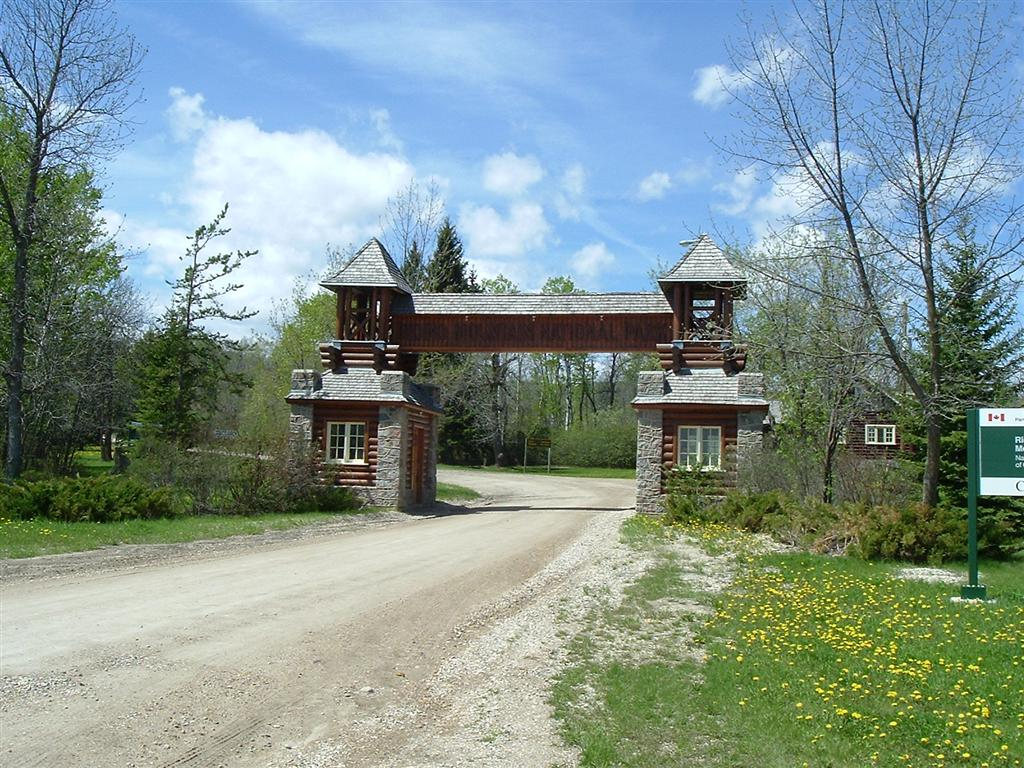
Entrée Est du parc

Le 6 novembre 1999, le Centre d'inscription de l'entrée Est du parc a été désigné comme lieu historique national du Canada. Cette entrée construite en 1933 est la dernière qui subsiste parmi les trois qui avaient été construites. Celle-ci comprend trois édifices en billots de bois de style rustique exceptionnel :
- La résidence des gardes du parc Whirlpool, c'est un bâtiment simple construit essentiellement en rondins. Il s'agit de l'une des trois maisons bâties pour le parc à ses origines. C'est un exemple rare de résidence en rondins conçue pour les directives adoptées par la division de l'architecture de la direction générale des parcs nationaux. La maison est située près du point d'entrée de la route et est très visible aux automobilistes, communiquant à la fois un sens d'autorité et de protection,
- Le bâtiment de l’entrée Est, les architectes ont conçu un plan en forme de portique qui consistait en deux kiosques identiques reliés par un ouvrage horizontal surélevé,
- Le chalet du gardien, construit en 1933-1934, c'est un bâtiment similaire au poste de garde de parc. À l'origine, il a été construit comme résidence d'été mais par la suite il a été modifié afin d'en permettre l'utilisation tout au long de l'année.

Celle-ci comprend également des vestiges de la route Norgate qui traverse le complexe. Leur conception et leurs matériaux établissent leur identité à titre d'entrée Est du parc. Plusieurs bâtiments de service à charpente de bois plus récents existent à proximité.

## Milieu naturel

### Flore
Le parc comprend une vaste forêt boréale, une bande de forêt à feuilles caduques à l'est, au pied de l'escarpement, de grands prés de Fétuque scabre à l'ouest et de nombreux marais et plaines alluviales. Le parc est à plusieurs égards un mélange du Nord, de l'Ouest et de l'Est canadien,.

## Galerie de photographies du parc

Parc national du Mont-Riding
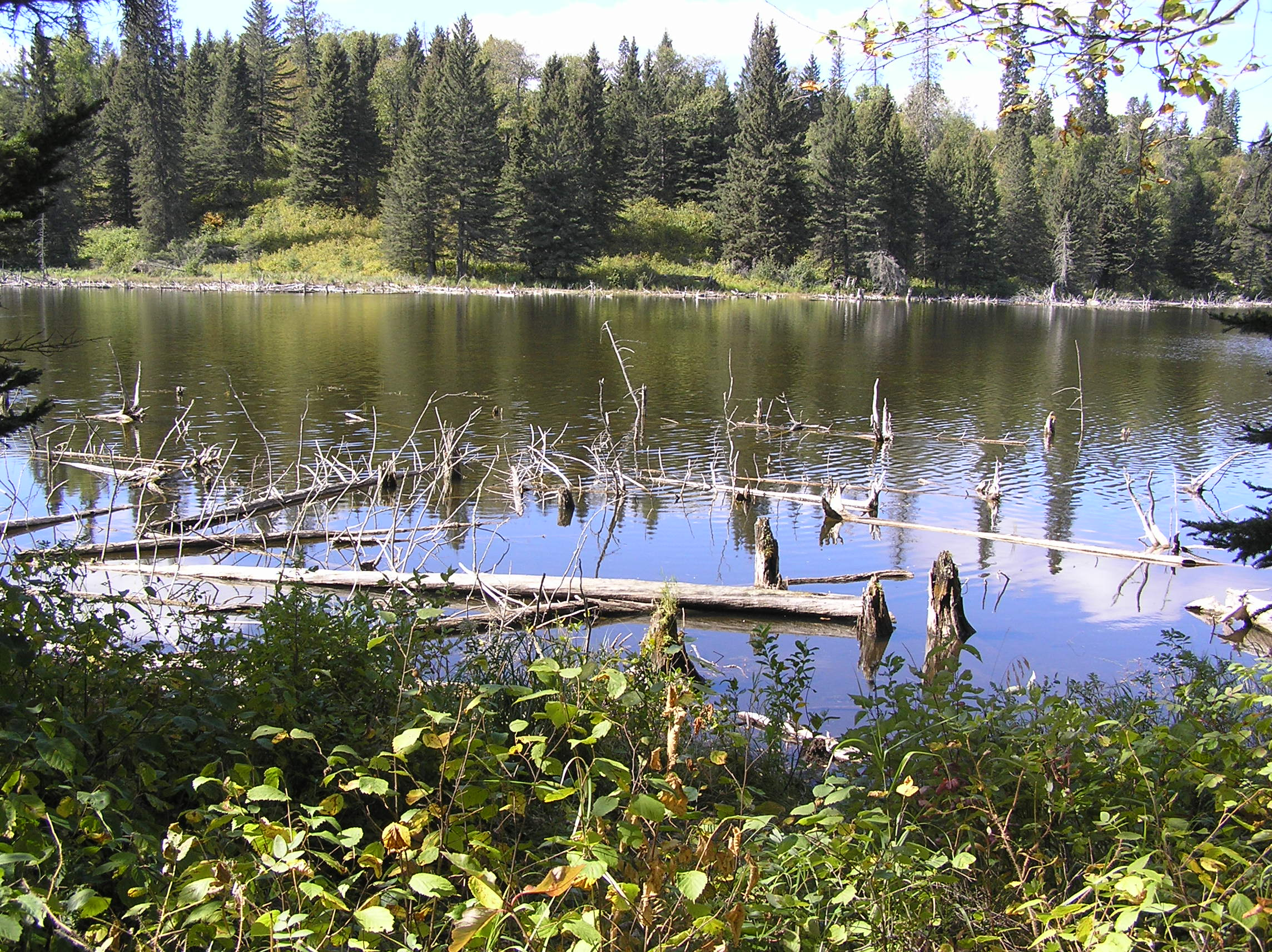
Parc national du Mont-Riding
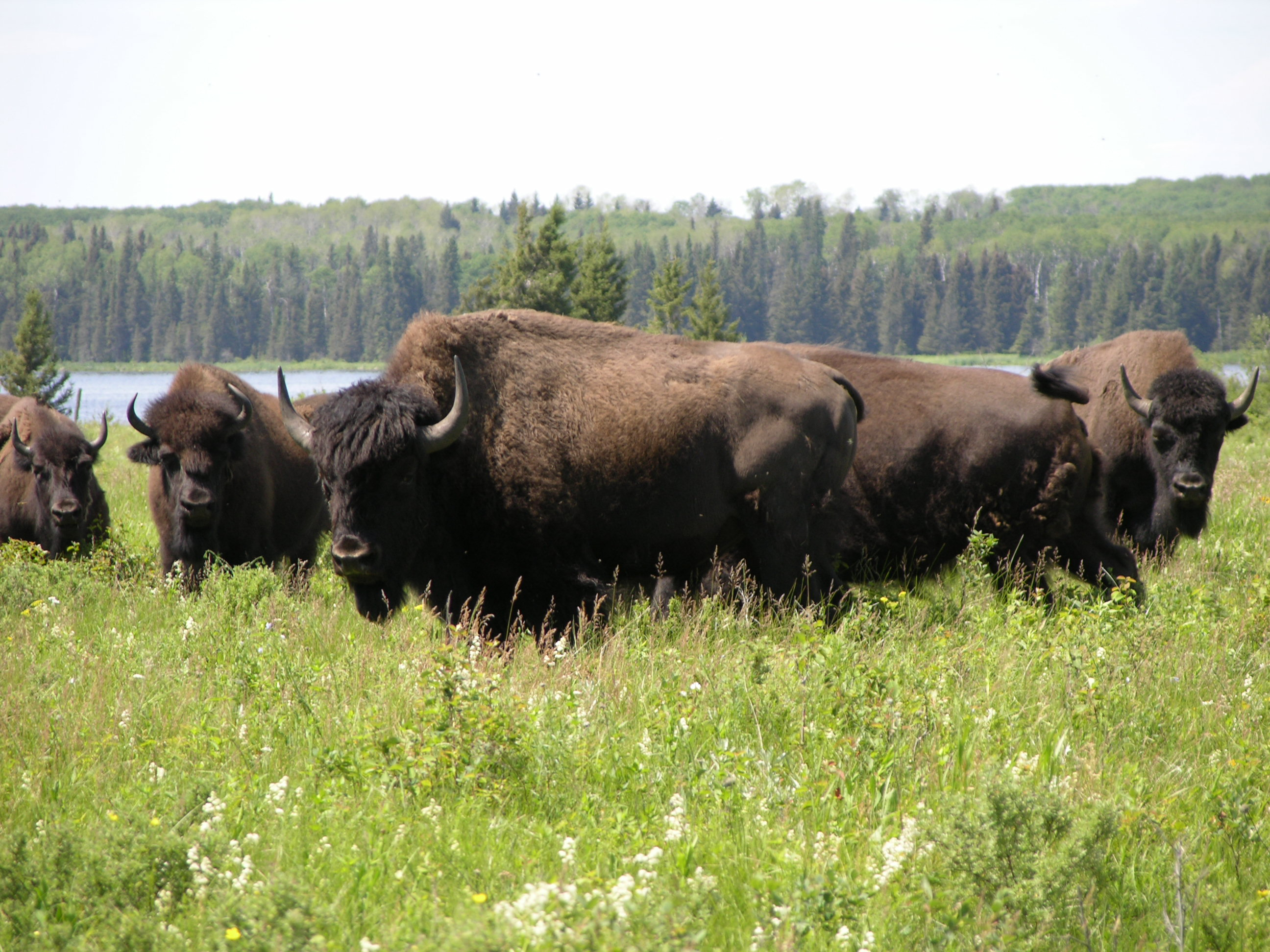
Parc national du Mont-Riding
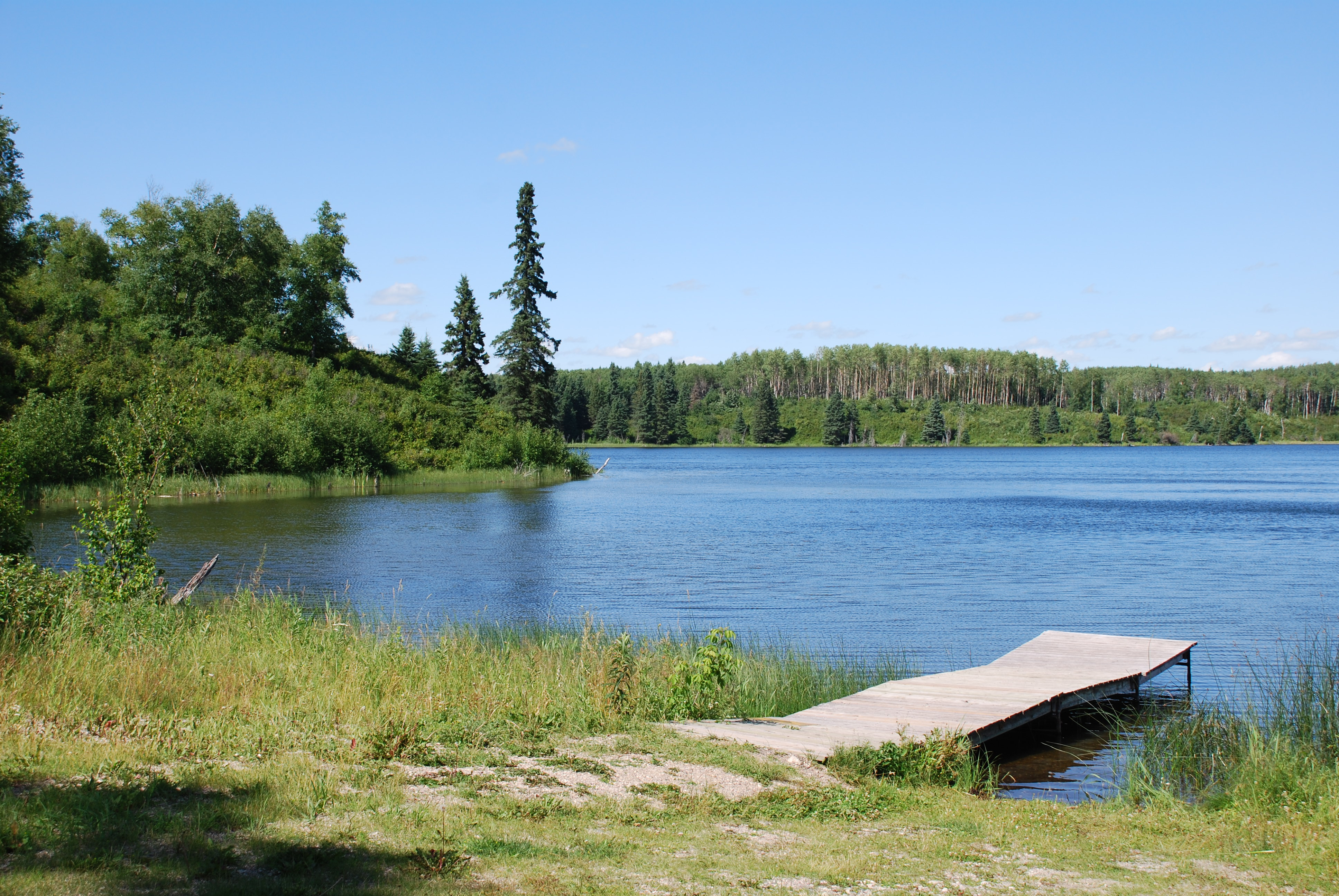
Parc national du Mont-Riding